# 潘特克莱尔
潘特克莱尔（法語發音：[pwɛ̃t klɛʁ]）位于加拿大魁北克省大蒙特利尔地区蒙特利尔岛上的一座城镇，属于蒙特利尔的市郊地带。潘特克莱尔多数为居民区，兼有不少如零售业、轻工业、合作办公等经济活动，拥有一家医院。潘特克莱尔的象征是潘特克莱尔风车。